# コ・ウヨン (漫画家)
コ・ウヨン（高羽榮、고우영 (韓)、 1938年9月27日～ 2005年4月25日）は大韓民国の伝説的な漫画家である。満州国バーンシフ（現中華人民共和国遼寧省バーンシー市）出生であり、代表作として〈三国志〉、〈漫画十八司略〉、〈水滸伝〉などがある。宗教はカトリック教である。 

## 生涯

### 幼年期
満州本渓湖で生まれた彼は解放後、平壌のそばの寄養に戻った。その後、 1946年に家族と共に越南した。この時から彼はソウルで初めて漫画に触れることができ、キム・ヨンファン、キム・イファン（キム・ヨンファン弟）、パク・グァンヒョンの作品を主に読んだという。
1950年、韓国戦争が勃発し、彼は韓国戦争以前から漫画を描いてきた二人の兄弟から影響を受けて避難後、釜山で習作を描くことになる。 1952年、当時満14歳だったコ・ウヨンは釜山で16ページの単行本「ズィドリ（ネズミ君；ラット）」を発表してデビューした。 1959年、高校3年生の時、母親、自分のように漫画家として働いた二人の兄、そして父親が世を去ることになり、一家の家長になった。兄のサンヨン（上榮）とイルヨン（一榮）はソウル大美術大学在学中漫画家としてデビュー、人気を集めたが、両者とも20代に要絶し、児童文学家であるコ・ゲヨン氏が本人の親姉である 。家長になった彼は大学進学の夢を捨てて漫画家の道を選ぶことになる。 1955年、高校生の身分で「チュ・ドンソン」という筆名で漫画界にデビューした。筆名は自分が通っていた高校である東成（ドンソン）高等学校から取った。

### 漫画家としての道
当時、台本所が主流となった漫画市場で「ズィドリ（ネズミ君、ラット）」、「プリンセス・アチル」などを描き、後に専業漫画家としてデビューし、 1958年に次男の兄・イルヨンが「チュ・ドンシク」という芸名で連載していた漫画「チャング博士」を「チュ・ドンソン」という芸名で自分が続くことになる。 
以後、絵体を問題にした出版社によって漫画業界から退出され、60年代末に「名探偵ヤクドンイの日記」という漫画の作画を引き受けたが、ストーリー作家の「バン・ヨンジン」の健康悪化により連載中断され、作品活動が断絶されることになる。
しかし1972年、日刊スポーツ（韓）で「林巨正」を連載して大きな人気を得ることになる。「臨山情」は当時1カットや4カットで構成されていた新聞漫画の枠から抜け出し、新聞紙の半折以上を占める劇画形の漫画であり、美味しくてスタイリッシュな絵に作家特有のユーモアと話しぶりがよく調和した彼の作品は老若男女誰にも愛され、特に成人男性の支持を最も多く得た。
以後、 1981年から1983年まで「列国志」を、 1986年に「三国志」を、1987年に「水滸伝」と「一枝梅」を、 1991年に「楚漢志」などを出版するなど、古典中国歴史物と韓国の物語を再構成、再解釈した漫画を次々と出して人気を得る。
しかし、 1993年に「十八史略」を出版した後、大腸がん診断を受けて作品活動が少なくなる。診断以後、 1996年から1998年まで韓国日報に韓国万評を連載したり、 1998年信仰入門書の「神父様は、なんで大きな聖体を召し上がりますか、神父様お電話でのゆるしの秘蹟はいけないですか。」を出版したりもした。
その後、 2001年のDdanzi日報の主導で出版当時に編集され、削除された部分を再復旧して無削除リカバリ版を出して再び大衆の大きな関心を得ることになる。このおかげで、 2003年に高麗末から朝鮮初までの野事を盛り込んだ「スレバクィ（車輪）」を連載したりもしたが、健康上の問題で中断した。
死亡した年である2005年には、 「80日間の世界一周」、「漫画千字文」などを出版した。
50代半ばから聖堂に通い始めたコ・ウヨンはクロニンの小説「天国の鍵」を漫画で脚色し、カトリック新聞である平和新聞にドン・キホーテを神父として脚色した漫画「モンシニョール・キホーテ」を連載した。末年に創世記からヨハネ黙示録まで聖書全体を漫画に移すと決心してたと言われる。だが、そのことを始めることもできず、 2005年4月25日、持病である大腸がんが再発して他界した。
社団法人韓国漫画家協議会第の15、16代議長と「オケドンム（肩組み）」美術部長で務めた。

### 死亡
2005年4月25日、享年68歳で持病である大腸がんの悪化で死亡した。彼の葬儀は天主教の議政府教区馬頭洞聖堂で葬儀ミサに行われ、遺骸は自由路清亜公園に安置された。 2005年、銀冠文化勲章が追記された。

## 主な作品
- 〈列国志〉 1981年7月から1983年まで計684回にわたってスポーツ新聞に連載された。中国の古代歴史を口語体で説明し、容易に理解できる。死亡する前に最後に復刊した作品として、復刊を完了して出版直前に「作家の言葉」だけを残して死亡した。
- 〈漫画十八史略〉 ：中国古代史を中国創造説話から南松の滅亡まで説明した漫画である。中国の古代歴史を口語体を用いて説明することで、読者が容易に理解できるようにした。DOOSAN・DONGAHで出版し、その後再出版された。青少年推薦書にもなった。
- 〈三国志〉：中国の古典である三国志を素材にした漫画で軍事政権に検閲され侮辱されたこともあった。その後検閲されたものを補った作品が、出版社によって市場に出た。彼だけの独特の解釈が目立つという評判を受けている。後で劇場版映画で作られたりもした。呂布に関する解釈や貂蝉の屍姦事件のように付け加えた部分は過度な作家の介入ではないかという批判を受けるが、当時の時代上を越える解釈となめらかなストーリーライン、強い吸入力などは高く評価される。子供版、青少年版でも出版されたことがある。ペ・チョルスが進行するラジオシナリオでも脚色されたことがある。
- 〈水滸伝〉：中国古典、魯智深と松江を中心に活躍する梁山泊の話で、コ・ウヨンの初・中期作品である。
- 〈一枝梅〉： 2008年SBS （ソウル放送）で同名漫画をイ・ジュンギ、イ・ムンシクが出演したドラマで制作して放映した。 2008年11月19日MBCで原作とした「帰ってきた一枝梅」が放送された。 2005年、フランクフルト国際図書展で「韓国の本100」に選ばれた。
- 〈林巨正〉
- 〈水滸伝2000〉 ：スポーツトゥデイに連載された新しい水滸伝、日刊スポーツに連載された水滸伝とは異なる。
- 〈大野望〉：テコンドーに元生涯を投資したㅠ武道家チェ・ペダルの話を描いている。 （チェ・ペダルの流派はテコンドーではなく極真空手だ。 )
- 〈海東日竜〉
- 〈チャング博士〉
- 〈天国の鍵〉：同名の小説（AJクロニン著）を元にした漫画で、1992年11月1日から1995年3月まで平和新聞に「丸いチグラン」というタイトルで連載された。
- 〈カルジギ〉（あるいは〈カルジギ伝〉）
- 〈西遊記〉 ：中国の古典西遊記を素材にした漫画。スポーツ新聞に連載され、コ・ウヨン画伯が他界した翌年に出版社である「子音と母音」で3冊の漫画本で作られた。孫悟空が雲の代わりにジェット機に乗って宇宙を通って三蔵法師を助け、沙悟浄がのどが渇いた三蔵法師にコカ・コーラを持ってきて、女性交通警察が登場するなどの現代的な設定と竜王が《老人と海》を読んでツナ（実際にはスズメ）とサメの目線で読後感を書くなどのおしゃれな内容で大きな人気を得た。結末で三蔵法師が受けたお経の最後の章が破れた設定と天方支軸だった孫悟空が告げられた旅行をしながら、成熟した人格と知恵を備えた信頼できる弟子に育つという設定を通じて完全な真理はなく、人間は苦難を通して育つという教訓が込められている。
- 〈楚漢志〉 ：項羽と劉邦の戦争である楚漢争敗の物語。特異なところとして、劉邦を描写する際、自身の作品であるコ・ウヨン三国志の劉備そっくりに描写したという点だ。
- 〈スレバクィ（車輪）〉
- 〈新古典列伝〉
- 〈延山郡〉
- 〈五百年〉
- 〈達磨の弟子たち〉：達磨以来の仙仏教の宗主と歴代の高僧を扱った漫画
- 〈アチャンエ〉
- 〈ヤクドンイ・シリーズ〉
- 〈プリンセス・アチル〉
- 〈ズィドリ（ネズミ君）〉
- 〈天国の鍵〉：同名の小説をもとにした漫画で、1992年11月1日から1995年3月まで平和新聞に「丸いチグラン」というタイトルで連載した。
- 〈韓国漫評〉

## 広告出演
- サムヤン食品 サムヤンラーメンゴールド
- サムスン電子 エコノカラーテレビ
- LG電子 ファミコン
- 東星製薬 ジノルタシロップ

## 受賞
- 1998年 大韓民国出版漫画大賞功労賞受賞[4]
- 2001年 第33回大韓民国文化芸術賞大衆芸術部門大統領賞受賞[5]
- 2003年 第2回SICAFアワード功労賞受賞[6]
- 2005年 第37回大韓民国文化芸術賞銀冠文化勲章受賞[7]
- 2006年 第4回大韓民国創作漫画公募展黄金ペン先賞受賞[8]

## 関連書籍
- コ・ウヨンのほか、コ・ウヨンの物語、CINE21、ISBN 89-93208-17-4